# 余东雄
余东雄（1894年—1911年），籍貫广东南海，生于马来亞霹靂务边，为余仁生东主余东璇的堂弟。黃花崗七十二烈士之一，年仅18岁的余东雄是最年轻的牺牲者。

## 生平
1911年初，余东雄与29位华侨回中国参与起义。当黄兴希望懂得武术的人作为先锋来攻打两广总督衙门，来自马来亚的李炳辉便推荐同乡余东雄与郭继枚。余东雄与郭继枚是务边邻居，两人是生死之交，经常一起習武並結伴打獵。
起义时余东雄与罗仲霍、何克夫等攻进两广总督衙门，搜寻两广总督张鸣岐未获，出署时与清军相遇，由于清军人数众多，激战中不敌不幸牺牲。
起义后，余東璇义务照料郭继枚和余东雄的家属，分別將他們安置在务边大街400号及404号。据悉郭继枚在起义前新婚，他留下一封遗书给妻子。而余东雄因为瞒着母亲参加起义，因此他的遗书由郭妻转达。
郭继枚和余东雄皆未留下后代，其家属的最終下落也未明。
新加坡的晚晴园孫中山南洋紀念館的入口处佇立著4座黃花崗烈士的铜像供人凭弔。其中两座持刀槍的铜像就是郭继枚和余东雄。